# Uruachi
Uruachi es una localidad situada en el estado mexicano de Chihuahua. Según el censo de 2020, tiene una población de 1258 habitantes.
Su nombre es una palabra tarahumara que significa "lugar de palmas".
Está ubicada en la sierra Tarahumara, cercana a los límites con el estado de Sonora. Fue una antigua población minera y es cabecera del municipio homónimo.

## Historia
La loalidad fue fundada en el año 1736, cuando fueron descubiertas las minas que le dieron fama en la región. Los descubridores de la veta y fundadores de la nueva población los mineros españoles Bernardo Millán y Antonio González de Peralta.
Durante la época colonial fue parte de la Alcaldía Mayor de Cusihuiriachi. En el año 1826 fue constituida en municipio. Tras la independencia de México, el 21 de noviembre de 1844 fue declarado cabecera del municipio de Uruachi.
En el año 1875 ocurrió en Uruachi un motín, en el que un sector de la población se sublevó con la intención de saquear a la población y secuestrar a los habitantes pudientes, uno de los principales habitantes, Ignacio Rascón, sin ocupar cargo oficial alguno, convocó a la Guardia Nacional y mediante las armas restableció el orden, aprehendiendo a los sublevados. Reforzó así su posición como un prominente ciudadano de Uruachi, llegando a ocupar cargos como presidente municipal, jefe político y diputado al Congreso de Chihuahua. Su familia ha sido una de las principales y más extendidas de la población.

## Localización y población
La localidad está ubicada en una de las zonas más abruptas y accidentadas de la Sierra Madre Occidental, en Chihuahua. Sus coordenadas geográficas son 27°52′05″N 108°12′55″O / 27.86806, -108.21528 y se encuentra a una altitud de 1347 metros sobre el nivel del mar, en un valle profundo rodeado de altas montañas. Su acceso es difícil por tierra, dado que hay solamente un camino de terracería con la población de Basaseachi, donde entronca con la Carretera Federal 16. También cuenta con una aeropista en donde descienden aviones pequeños. Es conocida porque al finalizar su pista de aterrizaje se encuentra un barranco.
De acuerdo con los resultados del Censo de Población y Vivienda del Instituto Nacional de Estadística y Geografía en 2020, Uruachi tiene una población total de 1258 habitantes, de los cuales 612 son hombres y 646 son mujeres.

## Clima
| Parámetros climáticos promedio de Uruachi, Chihuahua | Parámetros climáticos promedio de Uruachi, Chihuahua | Parámetros climáticos promedio de Uruachi, Chihuahua | Parámetros climáticos promedio de Uruachi, Chihuahua | Parámetros climáticos promedio de Uruachi, Chihuahua | Parámetros climáticos promedio de Uruachi, Chihuahua | Parámetros climáticos promedio de Uruachi, Chihuahua | Parámetros climáticos promedio de Uruachi, Chihuahua | Parámetros climáticos promedio de Uruachi, Chihuahua | Parámetros climáticos promedio de Uruachi, Chihuahua | Parámetros climáticos promedio de Uruachi, Chihuahua | Parámetros climáticos promedio de Uruachi, Chihuahua | Parámetros climáticos promedio de Uruachi, Chihuahua | Parámetros climáticos promedio de Uruachi, Chihuahua |
| Mes                                                  | Ene.                                                 | Feb.                                                 | Mar.                                                 | Abr.                                                 | May.                                                 | Jun.                                                 | Jul.                                                 | Ago.                                                 | Sep.                                                 | Oct.                                                 | Nov.                                                 | Dic.                                                 | Anual                                                |
| ---------------------------------------------------- | ---------------------------------------------------- | ---------------------------------------------------- | ---------------------------------------------------- | ---------------------------------------------------- | ---------------------------------------------------- | ---------------------------------------------------- | ---------------------------------------------------- | ---------------------------------------------------- | ---------------------------------------------------- | ---------------------------------------------------- | ---------------------------------------------------- | ---------------------------------------------------- | ---------------------------------------------------- |
| Temp. máx. abs. (°C)                                 | 29                                                   | 36                                                   | 32                                                   | 35                                                   | 41                                                   | 41                                                   | 39.5                                                 | 37                                                   | 38                                                   | 35                                                   | 31                                                   | 28                                                   | 41                                                   |
| Temp. máx. media (°C)                                | 20                                                   | 21.9                                                 | 23.7                                                 | 27.6                                                 | 30.8                                                 | 33.9                                                 | 31.2                                                 | 30.7                                                 | 30.5                                                 | 27.5                                                 | 23.5                                                 | 21.1                                                 | 26.7                                                 |
| Temp. media (°C)                                     | 11.8                                                 | 13.2                                                 | 15                                                   | 18.8                                                 | 21.9                                                 | 25.4                                                 | 24.5                                                 | 24                                                   | 23.1                                                 | 19.2                                                 | 14.9                                                 | 12.6                                                 | 18.4                                                 |
| Temp. mín. media (°C)                                | 3.5                                                  | 4.4                                                  | 6.2                                                  | 9.9                                                  | 12.9                                                 | 17                                                   | 17.8                                                 | 17.3                                                 | 15.7                                                 | 10.9                                                 | 6.3                                                  | 4                                                    | 10.2                                                 |
| Temp. mín. abs. (°C)                                 | -5                                                   | -3                                                   | 2                                                    | 2                                                    | 7.5                                                  | 7                                                    | 10                                                   | 13                                                   | 10                                                   | 5                                                    | 0                                                    | -3                                                   | -5                                                   |
| Precipitación total (mm)                             | 58.5                                                 | 26.4                                                 | 27.8                                                 | 13.6                                                 | 10.1                                                 | 48                                                   | 183.3                                                | 181.8                                                | 128.9                                                | 42.6                                                 | 27.7                                                 | 46.8                                                 | 739.6                                                |
| Fuente: Comisión Nacional del Agua                   |                                                      |                                                      |                                                      |                                                      |                                                      |                                                      |                                                      |                                                      |                                                      |                                                      |                                                      |                                                      |                                                      |

## Personas destacadas
- Víctor Hugo Rascón Banda (1948-2008). Dramaturgo, escritor y abogado.